# Petr Kment
Petr Kment (Praga, Checoslovaquia, 20 de agosto de 1942-22 de agosto de 2013) fue un deportista checoslovaco especialista en lucha grecorromana que llegó a ser medallista de bronce olímpico en México 1968.

## Carrera deportiva
En los Juegos Olímpicos de 1968 celebrados en México ganó la medalla de bronce en lucha grecorromana estilo peso pesado, tras el luchador húngaro István Kozma (oro) y el soviético Anatoly Roshchin (plata).